# Coro (música)

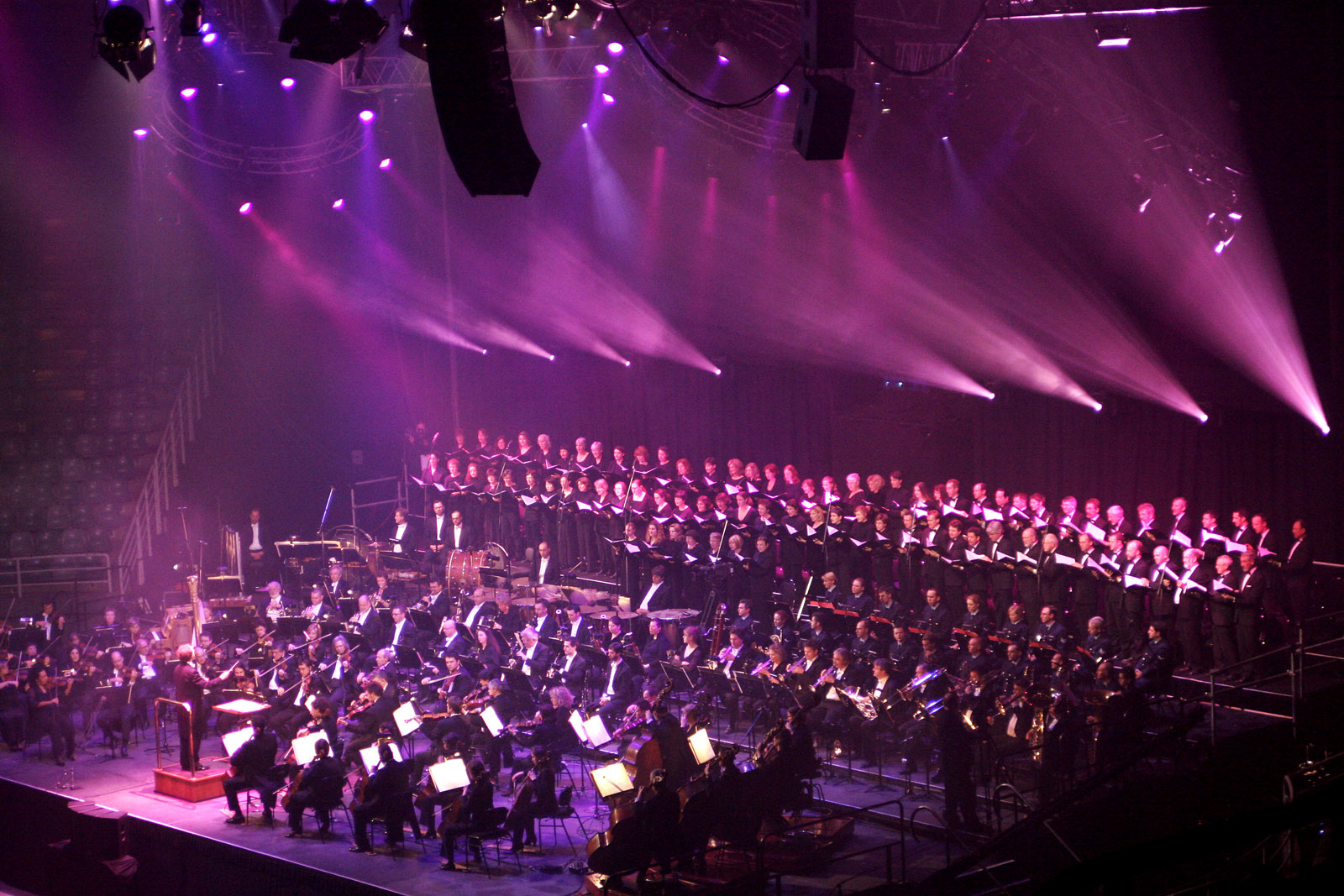
O "Melbourne Chorale", coral sinfônico de Melbourne (ao fundo do palco).

Um coro (ou coral) é um grupo de cantores distribuídos por naipes segundo a tessitura de suas vozes.
Na música ocidental, um coro misto (de vozes adultas, masculinas e femininas) compõe-se de quatro naipes: Sopranos, Contraltos, Tenores e Baixos; incluindo, algumas vezes, as vozes intermediárias: Mezzo-soprano e Barítono, mais frequentemente ditas 2º Soprano e 2º Tenor (ou 1º Baixo), respectivamente, quando compõem um coro.
Canto coral ou orfeão (do francês orphéon) é o nome dado ao conjunto de atividades ligadas a um coro ou a uma capela.
O termo coro pode também referir-se a um subconjunto de um determinado conjunto; assim, fala-se do "coro de sopros", "coro de trombones" de uma orquestra, ou de diferentes "coros" de vozes ou instrumentos em uma composição policoral . Nos oratórios e missas típicos do século XVIII ao XXI, geralmente se entende que coro ou coral implica mais de um cantor por parte, em contraste com o quarteto de solistas também apresentados nessas obras.
Ainda que afeito à música, o canto coral vai além das questões musicais e converte-se numa atividade que envolve a sociologia, a musicoterapia, psicologia, a antropologia, a fonoaudiologia e outras ciências afins.

## História

### Antiguidade

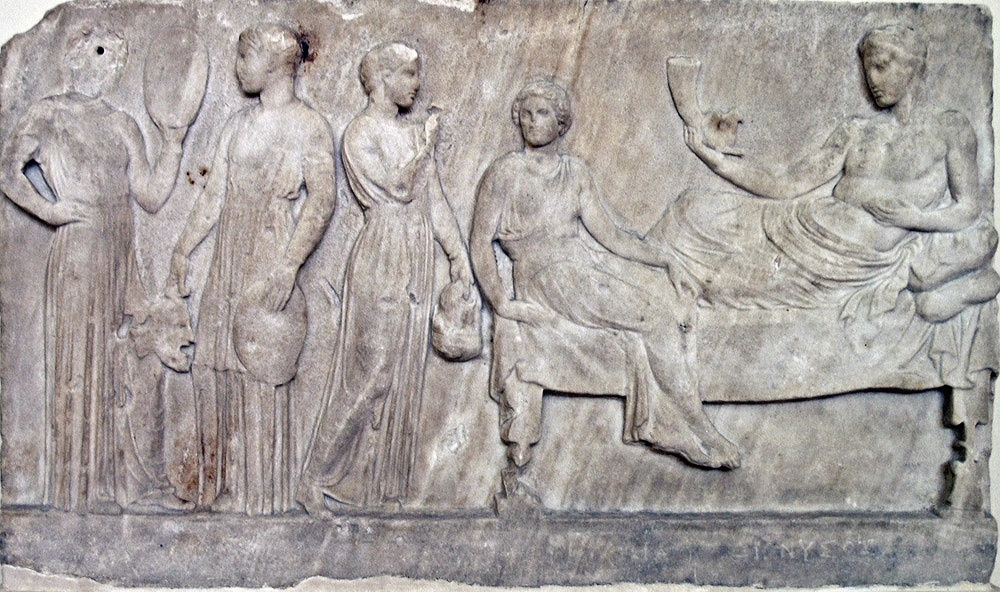
Alívio, agora em Atenas, mostrando Dionísio com atrizes (possivelmente de As Bacantes) carregando máscaras e tambores.

As origens da música coral encontram-se na música folclórica, pois o canto em grandes grupos é extremamente difundido nas culturas tradicionais (tanto cantando a uma parte, ou em uníssono, como na Grécia Antiga, como cantando em partes, ou em harmonia, como na música coral europeia contemporânea).
O repertório coral inequivocamente mais antigo que sobreviveu é o da Grécia antiga, dos quais os hinos de Delfos do século II aC e o século II dC. Os hinos de Mesomedes são os mais completos. Originalmente os coros gregos se apresentavam em teatros, e fragmentos de obras de Eurípides ( Orestes ) e Sófocles ( Ajax ) são encontrados em papiros. O epitáfio Seikilos (2c aC) é uma canção completa (embora possivelmente para voz solo). Um dos exemplos mais recentes, o hino de Oxyrhynchus (3c) também é de interesse como a música cristã mais antiga.
Da música do teatro romano, uma única linha de ''Terence'' foi encontrada no século XVIII. No entanto, o musicólogo Thomas J. Mathiesen comenta que o mesmo não é mais creditado como autêntico.

### Música medieval
A mais antiga música escrita em notação musical da Europa Ocidental é o canto gregoriano, juntamente com alguns outros tipos de canto que foram posteriormente incluídos (ou às vezes suprimidos) pela Igreja Católica. Esta tradição de cantar em coro em uníssono durou desde os tempos de Santo Ambrósio (século IV) e Gregório Magno (século VI) até o presente. Durante o final da Idade Média, um novo tipo de canto envolvendo múltiplas partes melódicas, chamado organum, tornou-se predominante para certas funções, mas inicialmente essa polifonia era cantada apenas por solistas. Outros desenvolvimentos desta técnica incluíram clausulae, condutus e o moteto (principalmente o moteto isorrítmico), que, ao contrário do moteto renascentista, descreve uma composição com diferentes textos cantados simultaneamente em diferentes vozes. A primeira evidência de polifonia com mais de um cantor por parte, vem no Manuscrito de Old Hall (1420, embora contendo música do final do século XIV), no qual existem aparentes divisi , uma parte se dividindo em duas notas que soam simultaneamente.

### Música renascentista

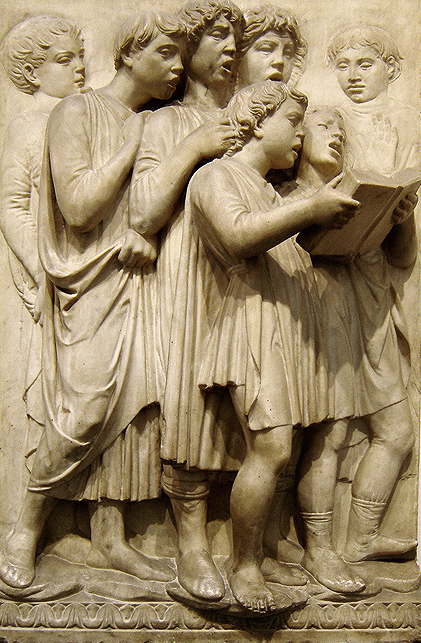
Cantoria de Luca della Robbia, Museo dell'Opera del Duomo, Florença

Durante o Renascimento, a música coral sacra era o principal tipo de música formalmente composta na Europa Ocidental. Ao longo da época, centenas de missas e motetos (bem como várias outras formas) foram compostos para um coro a cappella, embora haja alguma controvérsia sobre o papel dos instrumentos durante certos períodos e em certas áreas. Alguns dos compositores mais conhecidos desta época incluem Guillaume Dufay, Josquin des Prez, Giovanni Pierluigi da Palestrina, e os compositores ingleses John Dunstable e William Byrd; as glórias da polifonia renascentista eram corais, cantadas por coros de grande competência e distinção por toda a Europa. A música coral deste período continua a ser popular com  muitos coros em todo o mundo hoje.
O madrigal, uma parte da música concebida para amadores cantarem em ambiente de câmara (ambiente acústico), teve origem neste período. Embora os madrigais fossem inicialmente cenários dramáticos de poesia de amor não correspondido ou histórias mitológicas na Itália, eles foram importados para a Inglaterra e se fundiram com o balletto, uma forma mais dançante de música, celebrando canções das estações, ou comendo e bebendo. Para a maioria dos falantes de inglês, a palavra madrigal agora se refere a este último, e não aos madrigais propriamente ditos, que se referem a uma forma poética de versos que consistem em sete e onze sílabas cada.
A interação de vozes cantadas na polifonia renascentista influenciou a música ocidental por séculos. Os compositores são rotineiramente treinados no "estilo Palestrina" até hoje, especialmente conforme codificado pelo teórico da música do século XVIII, Johann Joseph Fux. Compositores do início do século XX também escreveram em estilos de inspiração renascentista. Herbert Howells escreveuMass in the Dorian mode inteiramente no estrito estilo renascentista, e a missa em sol menor de Ralph Vaughan Williams é uma extensão desse estilo. Anton Webern escreveu uma dissertação sobre o Choralis Constantinus de Heinrich Isaac e as técnicas contrapontísticas de sua música podem ser informadas por este estudo.

### Música barroca
O período Barroco na música está associado ao desenvolvimento por volta de 1600 do baixo contínuo e do sistema de cifras. A parte do baixo contínuo era executada pelo grupo de baixo contínuo, que, no mínimo, incluía um instrumento que tocava acordes (como órgão de tubos, cravo ou alaúde) e um instrumento de baixo (como violone). A música vocal barroca explorou implicações dramáticas no âmbito da música vocal solo, como as monodias da Camerata Florentina e o desenvolvimento da ópera inicial. Essa inovação foi, na verdade, uma extensão da prática estabelecida de acompanhar a música coral no órgão, seja a partir de uma partitura reduzida esquelética (a partir da qual peças perdidas às vezes podem ser reconstruídas) ou de um baixo seguente, uma parte em uma única pauta contendo a parte mais grave (a parte do baixo). 
O acompanhamento instrumental independente abriu novas possibilidades para a música coral. Os hinos em verso alternavam solos acompanhados com seções corais; os compositores mais conhecidos desse gênero foram Orlando Gibbons e Henry Purcell . Grandes motetos (como os de Lully e Delalande ) separaram essas seções em movimentos separados. Os oratórios (dos quais Giacomo Carissimi foi um pioneiro) estenderam esse conceito a obras de concerto, geralmente baseadas em histórias bíblicas ou morais.

### Música clássica e romântica
No final do século XVIII, os compositores ficaram fascinados com as novas possibilidades da sinfonia e de outras músicas instrumentais, e geralmente deixaram de lado a música coral. As obras corais sagradas de Mozart se destacam como algumas das melhores (como a "Grande" Missa em dó menor e o Requiem em ré menor, este último é muito admirado). Haydn se interessou mais pela música coral no final de sua vida, depois de suas visitas à Inglaterra nos anos 1790, onde ele ouviu vários oratórios de Handel executados por grandes grupos; ele escreveu uma série de composições a partir de 1797 e seus dois grandes oratórios: A Criação e As Estações. Beethoven escreveu apenas duas missas (na música o termo missa se refere a composições destinadas ao uso religioso), sua Missa Solemnis provavelmente seja adequada apenas para as cerimônias mais grandiosas devido à sua extensão, dificuldade e instrumentação em grande escala. Ele também foi pioneiro no uso do coro como parte da textura sinfônica com sua Nona Sinfonia e Fantasia Coral.
No século XIX, a música sacra escapou da igreja e ganhou o palco dos concertos, com grandes obras sagradas inadequadas para uso na igreja, como o Te Deum e o Requiem de Berlioz, e o Ein deutsches Requiem de Brahms. O Stabat Mater de Rossini, as missas de Schubert e o Requiem de Verdi também exploraram a grandiosidade oferecida pelo acompanhamento instrumental. Oratórios também continuaram a ser escritos, claramente influenciados pelos modelos de Handel. L'enfance du Christ de Berlioz e Elias e St. Paul de Mendelssohn estão nessa categoria. Schubert, Mendelssohn e Brahms também escreveram cantatas seculares, sendo as mais conhecidas o Schicksalslied e o Nänie de Brahms.
Alguns compositores desenvolveram música a cappella, especialmente Bruckner, cujas missas e motetos justapuseram surpreendentemente o contraponto renascentista com a harmonia cromática. Mendelssohn e Brahms também escreveram importantes motetos a cappella. O coro amador (começando principalmente como uma saída social) começou a receber consideração séria como um local de composição para as partes de canções de Schubert, Schumann , Mendelssohn, Brahms e outros. Esses 'clubes de canto' costumavam ser para mulheres ou homens separadamente, e a música era tipicamente em quatro partes (daí o nome " canção parcial ") e a cappella ou com instrumentação simples. Ao mesmo tempo, o movimento ceciliano tentou restaurar o puro estilo renascentista nas igrejas católicas.

### Séculos XX e XXI
A pesquisa online do Big Choral Census foi estabelecida para descobrir quantos coros havia no Reino Unido, de que tipo, com quantos membros, cantando que tipo de música e com que tipo de financiamento. Os resultados estimaram que havia cerca de 40.000 grupos corais operando no Reino Unido e mais de 2 milhões de pessoas cantando regularmente em um coral. Mais de 30 por cento dos grupos listados se descreveram como coros comunitários, metade dos coros listados canta música contemporânea, embora cantar música clássica ainda seja popular. A maioria dos coros são autofinanciados. Pensa-se que o aumento da popularidade de cantar juntos em grupos foi alimentado até certo ponto no Reino Unido por programas de TV como ' The Choir' de Gareth Malone.
Além de seus papéis na liturgia e no entretenimento, coros e coros também podem ter funções de serviço social,  inclusive para tratamento de saúde mental  ou como terapia para sem-teto e pessoas desfavorecidas, como o Choir of Hard Knocks ou para grupos especiais, como Esposas Militares.

## Coro amador e coro profissional
A maioria dos grupos de canto coral (cerca de 90% no mundo todo em 1980) se diz amador, em contraposição aos grupos profissionais, que são aqueles em que os cantores são contratados e têm o canto coral como trabalho. Nesta perspectiva, o canto coral pode ser considerado, segundo a sua natureza, profissional ou amador, sem juízo de valor qualitativo.
Os coros profissionais são mantidos por instituições públicas, governos e grandes teatros, dedicando-se, prioritariamente, ao repertório operístico e coral-sinfônico. Na Letônia, empresas privadas contratam cantores para atuar em seus coros, e apresentam repertório erudito (acadêmico) e folclórico. Os coros amadores, longe de serem tecnicamente inferiores aos profissionais, são mantidos por universidades, escolas, particulares, músicos, fundações, empresas, entidades religiosas, etc.

## Tipologia

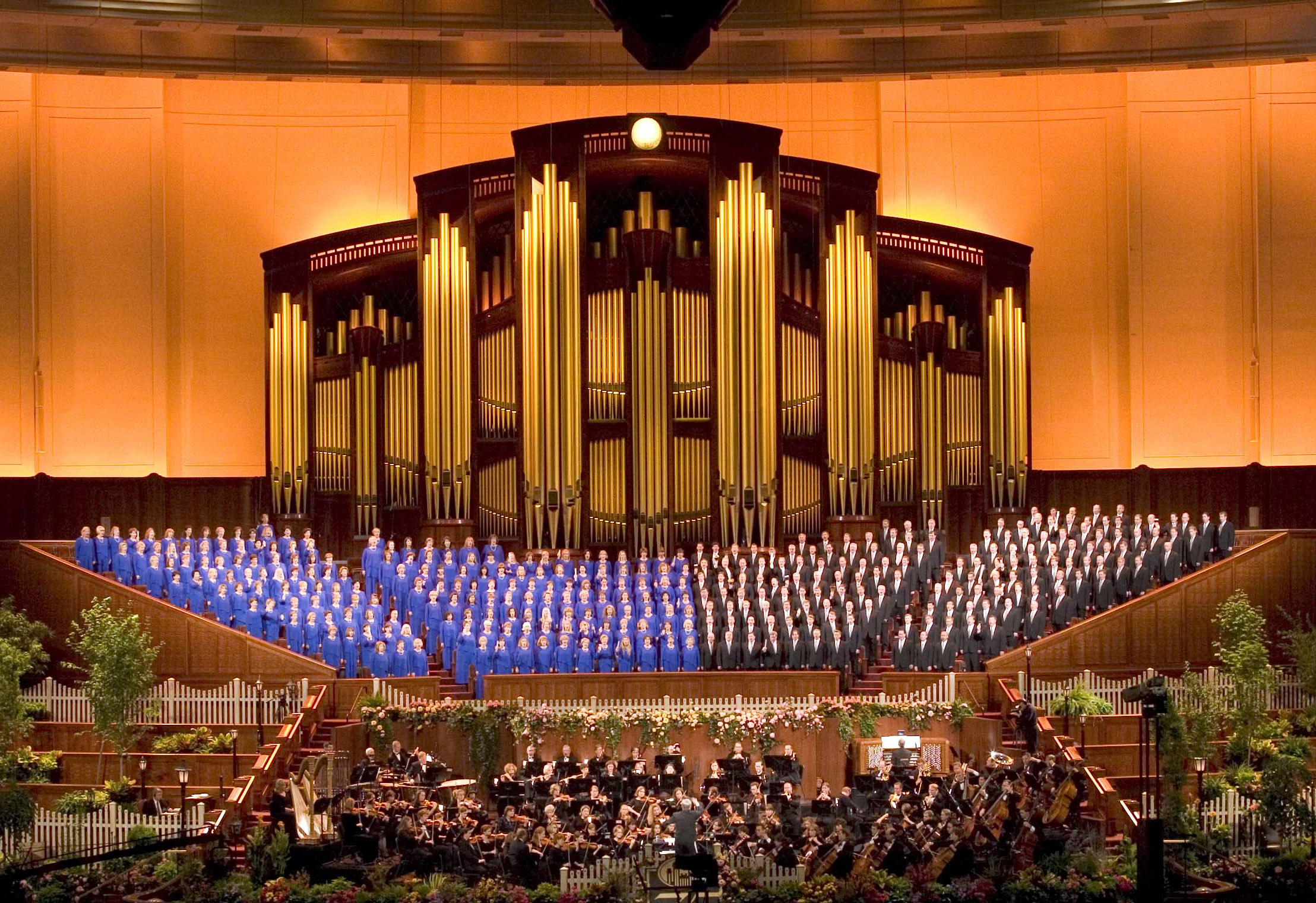
No Coro do Tabernáculo Mórmon, é visível a separação dos cantores em naipes.

Sem levar em consideração a qualidade do coro, pode-se fracionar o canto coral nos seguintes tipos:
- coros profissionais oficiais: normalmente ligados a uma instituição pública da área da cultura. Secretarias de cultura, fundações etc. apresentam repertórios clássicos e os cantores são músicos. Regente, preparadores vocais, cantores e músicos co-repetidores são remunerados;
- coros oficiais: são grupos de canto coral amadores, em que apenas o regente e pianista acompanhador são remunerados; os cantores são voluntários, não obstante serem músicos. Apresentam repertório de alta qualidade;
- coros universitários: grupos formados em universidades e faculdades. A maioria desses grupos não é ligada ao departamento de música da referida universidade, são ligados às pró-reitorias de extensão e abertos à comunidade. O regente é um professor da instituição e os cantores são pessoas da comunidade. Os coros universitários apresentam repertório de alta qualidade e costumam sagrar-se campeões em concursos internacionais. É um dos tipos mais antigos de coro;
- coros de igreja: o mais antigo tipo de coro, formado por religiosos, músicos ou não. Apresentam repertório sacro e religioso de altíssima qualidade e excelência musical. Giovanni Pierluigi da Palestrina e Johann Sebastian Bach escreveram para este tipo de coro;
- coros de empresa: são corais formados por funcionários e colaboradores dos mais diversos tipos de empresa. As empresas investem na qualidade de vida de seus funcionários e obtêm resultados artísticos. Nos Estados Unidos e na Europa, existem ótimos coros de empresa que realizam repertório de música popular e folclórica. É nesse tipo de grupo que os regentes obtêm maior remuneração;
- coros etários: notadamente os coros infantis e os coros de terceira idade. É o tipo de coro onde os cantores são escolhidos pela faixa etária. Funcionam como uma atividade social mais do que como uma atividade meramente musical. Os regentes são contratados por instituições que mantêm projetos nessa área e os cantores, normalmente, pagam para participar do grupo. Desde 1990, há um crescente aumento da participação deste tipo de grupo em festivais e encontros;
- coros de gênero: são os coros onde os cantores são selecionados por seu gênero, masculino ou feminino. Muito repertório para esse tipo de coro foi produzido. Os coros femininos e masculinos normalmente cantam a três ou quatro vozes e apresentam repertório de excelência musical;
- meninos cantores: tipo de grupo praticamente extinto, formado por meninos e homens, normalmente ligado à igreja Católica. Os meninos cantavam a parte de soprano e alto e os homens as partes de tenor e baixo. Muito repertório de qualidade foi produzido para esse tipo de coro. Atualmente, o coro da Pontifícia Capela Musical Sistina, do Vaticano, é um dos últimos remanescentes desse tipo de formação;
- coros étnicos: os grupos se reúnem em torno da questão étnica. Normalmente, executam repertório de música folclórica de boa qualidade. Alguns grupos étnicos da África produzem repertório de excelência musical e realizam turnês internacionais. Na maioria dos casos, os regentes são remunerados e os cantores colaboram na manutenção do grupo;
- coros com fins terapêuticos e sociais: recentemente (a partir de 1990), apareceram em festivais e encontros de corais grupos que se reúnem para utilizar o canto coral com fins terapêuticos, como na musicoterapia. Também têm se apresentado grupos ligados a instituições sociais voltadas a jovens e adolescentes em situação de risco. Nesses grupos, os regentes são contratados e assumem outros papéis;
- coros independentes: os coros independentes são aqueles que se mantém por si próprios. Os grupos independentes normalmente apresentam repertório de alta qualidade e de todos os estilos. O grupo se mantém pela participação de cantores, regentes e comunidade. Um bom número de coros independentes se organiza sob a forma de organizações não governamentais.

## Divisão de naipes

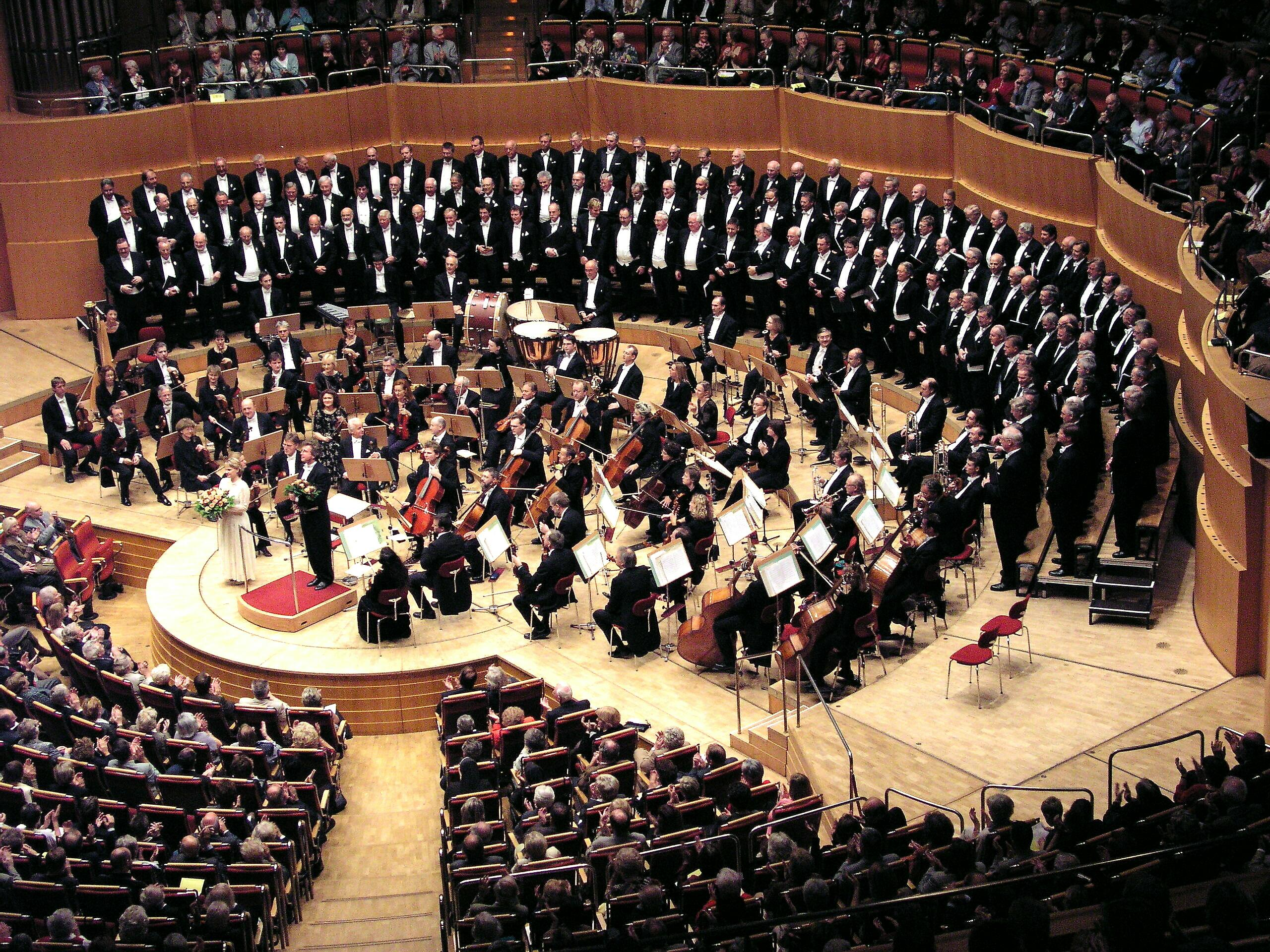
O Grande Coro com a orquestra.

### Vozes adultas
Extensões vocais como as abaixo anotadas são consideradas indicativas para cantantes com voz educada (i.e treinada) e refletem os limites máximos típicos somente de tal voz. Este quadro também não mostra a possibilidade do uso de falsetto que iria estender a capacidade da altura da voz.
As vozes adultas masculinas estão assim divididas de acordo com a tessitura das cordas vocais – do mais grave para o mais agudo:
- Baixos: do Fa1 ao Fa3 (sendo, 1 e 3, os números referentes às oitavas musicais do piano)---o C3 é o dó central, assim o F3 é o fá acima deste dó central.
- Barítonos: do La1 ao La3.
- Tenores: do Do2 ao Do4.

Por sua vez, as vozes adultas femininas se dividem em:
- Contraltos: do Fa2 ao Fa4.
- Mezzo (ou mezzo-soprano): do La2 ao La4.
- Sopranos: do Do3 ao Do5.

### Voz de transição
- Baritono infantil do Do2 ao Re3

### Vozes infantis
- Masculina
- Tenorinos: do Sol2 ao Ré4
- Contraltinos: do Si2 ao Fá4
- Feminina
- Pré-primária: do Do3 ao Mi4
- Sopraninos: do Do3 ao Dó5
- Contraltinos: do Si2 ao Si4

## Perspectiva da Música

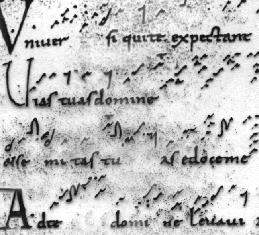
Os primeiros neumas, indicações para o canto das palavras. Fragmento de Laon, Metz, meados do século X.

Sob a perspectiva da música que um coro produz, o canto coral baseia suas atividades na execução de peças musicais escritas especialmente para coro ou arranjos para coro de canções folclóricas e populares. Com ou sem acompanhamento instrumental.
Na Idade Média, o canto coral era uma atividade reservada aos homens: portanto, os compositores arranjavam sua peças no formato TBBx (tenor - barítono - baixo). Com o advento da Reforma Protestante no século XVI, as mulheres começaram a participar do canto coral e os compositores se adaptaram no sentido de escrever no formato SATB (Soprano, alto ou Contralto, Tenor e baixo), embora os corais luteranos sejam arranjos com variações melódicas de algum cantochão original do período da Idade Média. Todos os grandes compositores escreveram para coro e o canto coral teve seu período áureo sob os compositores Giovanni da Palestrina e Johann Sebastian Bach.

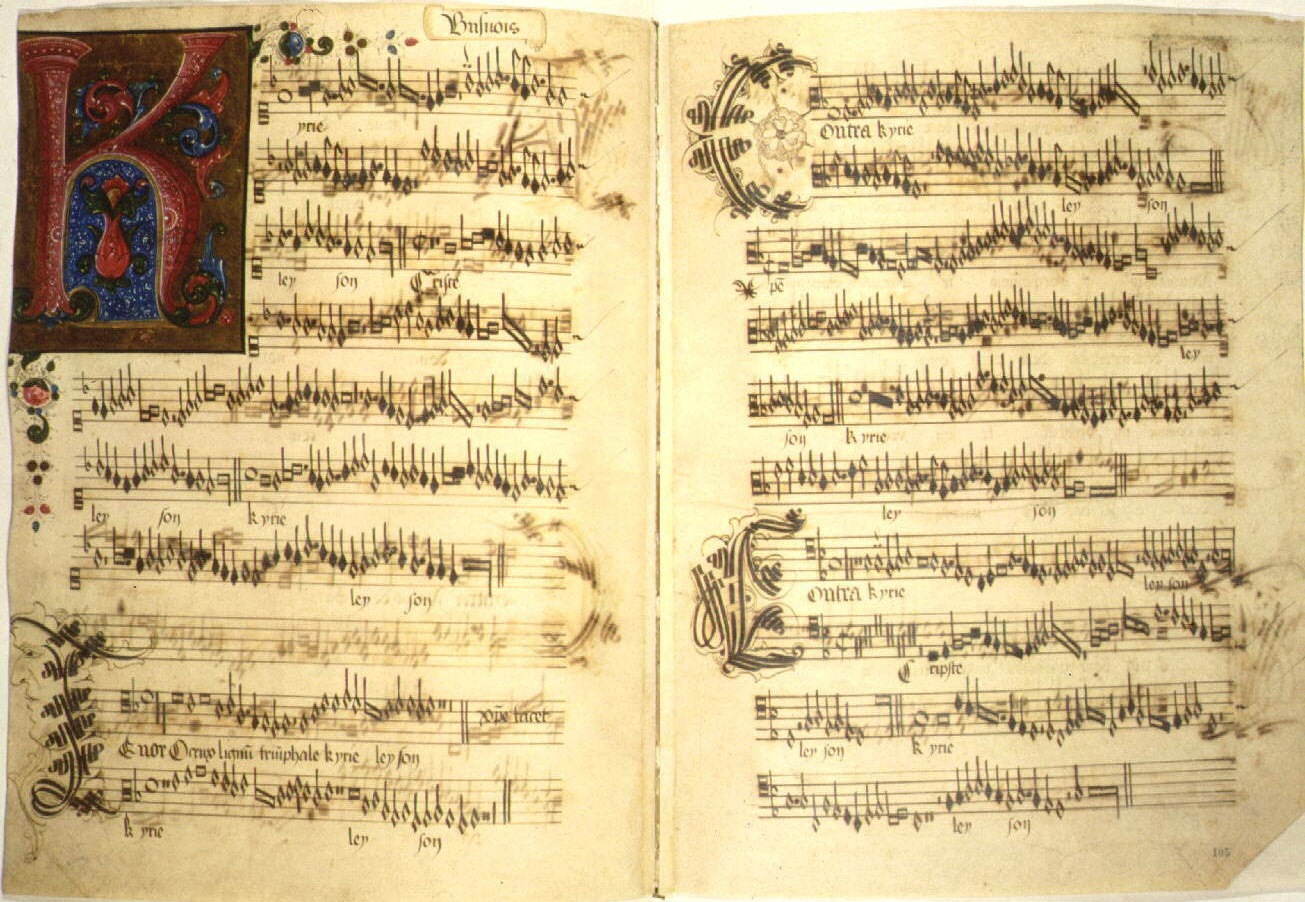
Já no século XV, a escrita musical aparecia assim

Um arranjo para coro tem a característica fundamental de um Arranjo Musical, e o Piano serve como o instrumento chave para o acompanhamento, quando necessário, aonde as quatro vozes do coro são representadas igualmente na partitura deste instrumento musical.
As canções populares e folclóricas se adaptam muito bem ao canto coral e seus arranjadores, não raro, têm o status de coautores da canção.
- estilo "a cappella": no estilo "A cappella" (em italiano), um grupo canta sem acompanhamento de instrumentos. Cada naipe executa uma parcela da harmonia da canção: um deles pode ser responsável pela melodia de cada frase musical enquanto os outros fazem o acompanhamento; ou a linha melódica se desenvolve no próprio arranjo harmônico das quatro vozes que se intercalam ou revezam a parte da linha melódica.

- estilo antifonal: tradicionalmente, o estilo antifonal é em geral cantado durante uma missa quando dois coros cantam versos com um refrão, alternadamente, durante a leitura dos Salmos.

- estilo responsorial: no estilo responsorial erudito e tradicional, que surge na música medieval, os solistas cantam os versos e o coro canta o refrão. Comum também noutros períodos, em cantatas e noutros estilos da música barroca, principalmente quando no uso de dois corais, e também em oratórios, e mais tarde nas óperas e até outros estilos na música popular quando há um coro, assim como em outros gêneros de obras para coro. Ainda é comum se referir ao estilo responsorial através das perguntas e respostas entre o cantor solista e o grupo coral, em que, a cada frase da melodia, eles intercalam o texto.

O conjunto de roque progressivo Pink Floyd apresentou, com o trabalho operístico de Roger Waters The Wall, o estilo responsorial em várias composições. Na música Another Brick in the Wall, Part II, por exemplo, o cantor solista canta o verso e noutro verso o coro infantil entra com a resposta. O verso do coro infantil é, melodicamente, o mesmo que o verso do cantor solista, fazendo a forma da música ser estrófica, mas a intercalação do coro ainda estabelece o estilo responsorial.

## Perspectiva da Fonoaudiologia
Com o recente aperfeiçoamento da fonoaudiologia, os agrupamentos de Canto Coral passaram a contar com essa ciência no trabalho em prol da beleza e longevidade vocal dos cantores. A relação entre a fonoaudiologia e o canto coral se estabelece no conceito de saúde vocal e os profissionais dessa área têm, no canto coral, um vasto campo para trabalho e pesquisa. A fisiologia da voz, a higiene e saúde vocal, o aquecimento e desaquecimento vocal, as técnicas vocais e as especificidades da voz cantada são pontos onde o canto coral e a fonoaudiologia se encontram.

### Técnicas vocais
Não se pode falar em uma técnica vocal para o canto coral. Como a maioria dos coros apresenta repertórios ecléticos (eruditos, folclóricos e populares), os especialistas apontam para a aplicação de técnicas variadas e apropriadas ao repertório que o coro executa. Referem-se à técnica vocal como o modo, a maneira de cantar.
Basicamente, a técnica respiratória para o canto se sustenta no apoio diafragmático para a emissão da voz e na respiração diafragmática-intercostal, muito embora no Oriente se apresentem técnicas respiratórias bastante diversas e de igual eficácia. Além das técnicas relativas à respiração, emissão, projeção, articulação e dicção, o canto coral também se utiliza de técnicas de relaxamento físico e psíquico.

## Perspectiva da metafísica
O canto coral, o canto coletivo, sempre fez parte integrante dos rituais místicos e religiosos do ser humano. O templo e os locais de adoração são o berço do canto coral.

## Regência coral
A regência coral (em latim: ars choralis) é a arte ou técnica de condução e controle de coros, e uma das especialidades do canto coral.

### Bases de dados
- Choral Public Domain Library
- Musica International– choral repertoire database
- Global Chant Database– Gregorian and plainchant

### Organizações profissionais
- International Federation for Choral Music
- European Choral Association/Europa Cantat(Europa)
- The Association of Gaelic Choirs(Escócia)
- Association of British Choral Directors(Reino Unido)
- National Association of Choirs(Reino Unido)
- Chorus America(América do Norte)
- Association of Canadian Choral Communities(Canadá)
- American Choral Directors Association(Estados Unidos)
- Organização Brasileira de Canto Coral(Brasil)

### Recursos
- ChoralNet
- Gerontius(UK)
- The Boy Choir & Soloist Directory
- Singers.com
- Vocal Area Network
- GALA Choruses(GLBT chorus association)
- ChoirPlace(international choir network)

### Media
- Choral Music from Classical MPR- online choral music radio stream
- Sacred Classics- weekly choral music radio program

### Estudo
- Pós-graduação - Canto Coral Infanto-juvenil | Claretiano - Rede de Educação